# Thausgea bekaka
Thausgea bekaka là một loài bướm đêm trong họ Noctuidae.